# Athetis exquisita
Athetis exquisita är en fjärilsart som beskrevs av Felix Bryk 1942. Athetis exquisita ingår i släktet Athetis och familjen nattflyn. Inga underarter finns listade i Catalogue of Life.